# Otto van Wiggen
Otto P. van Wiggen (1958) was een infanterieofficier van de Nederlandse Koninklijke Landmacht. In zijn laatste functie vervulde hij als Brigadegeneraal de rol van Chef Staf 1e Duits-Nederlandse Legerkorps. Tevens was van Wiggen wapenoudste van de infanterie.

## Militaire loopbaan
Van Wiggen rondde zijn opleiding aan de Koninklijke Militaire Academie in Breda af als infanterieofficier. Zijn eerste parate functie vervulde hij als luitenant bij 41 Pantserinfanterie Bataljon "Regiment Stoottroepen Prins Bernhard". Aansluitend volgden diverse functies als commandant in Nederland bij ditzelfde bataljon en bij het Korps Commandotroepen.

### In het nieuws
Tot tweemaal toe kwam Van Wiggen in het nieuws door verschillende uitspraken:
- 2002 - Nadat de terroristische aanslagen op 11 september 2001 hebben plaatsgevonden, voerden commando's (special forces) in Afghanistan grootschalige operaties uit. Veelal door de VS maar ook door diverse Europese landen als Groot-Brittannië, Noorwegen, Denemarken en Duitsland zijn in Afghanistan Special Forces ingezet. Toen dit langzaam aan bekend werd is de toenmalige kolonel naar zijn bevelhebber gegaan met de mededeling dat het KCT dat ook kan en wil. De kolonel wilde ook meedoen, maar kreeg nul op het rekest. Hij werd zelfs op het matje geroepen. Van Wiggen verklaarde tegen een journalist van de Volkskrant: 'We wensen niet alleen katjes uit bomen te halen. Het is vervelend dat we niet mogen doen waarvoor we zijn opgeleid.[1]
- 2005 - 2,5 jaar later, onder een nieuwe bevelhebber en bewindsman, kreeg Van Wiggen alsnog zijn zin. Nederlandse commando's werden ingezet voor oorlogsoperaties in Afghanistan (Operatie Enduring Freedom). Na terugkeer van de toenmalige Kolonel Van Wiggen als commandant van de Nederlandse Task Group gaf hij aan dat er zeer waarschijnlijk Nederlandse militairen zouden sneuvelen bij de pas begonnen Nederlandse missie in Uruzgan. [2][3]

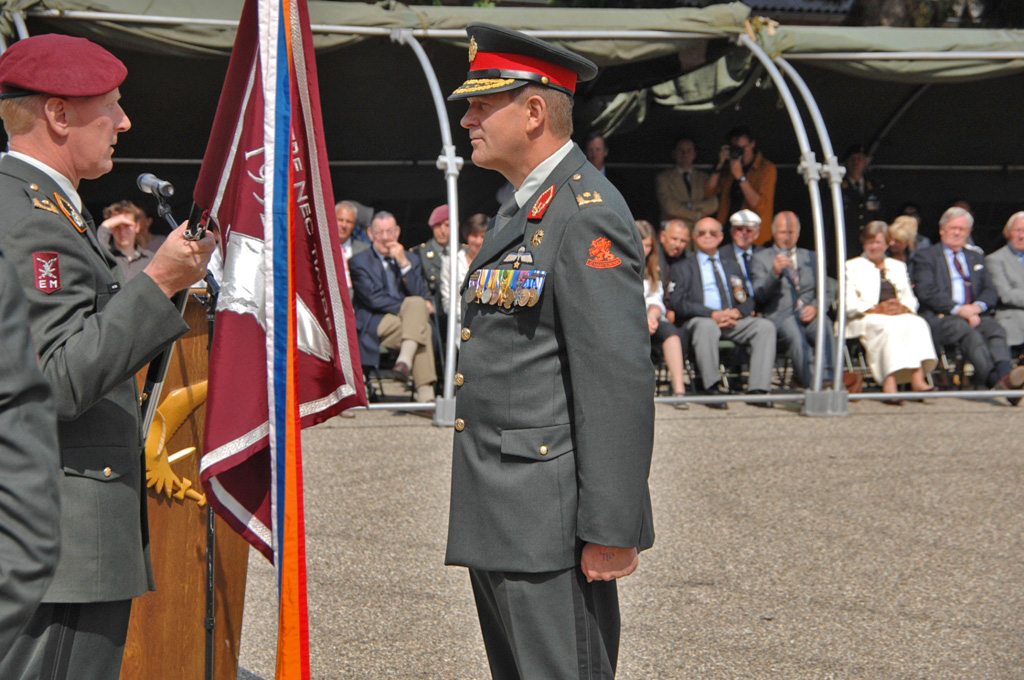
Commando-overdracht van 11 Luchtmobiele Brigade, links: Marc van Uhm, rechts van Wiggen

### Belangrijkste functies
- 1998 - 2002 Commandant Korps Commandotroepen
- 2005 - 2008 Commandant Opleidings- en Trainingscentrum Operatiën
- 2008 - 2010 1e Duits-Nederlandse Legerkorps in Münster (Duitsland)
- 2010 - 2012 Commandant 11 Luchtmobiele Brigade
- 2012 - 2014 Commandant Opleidings- en Trainingscommando
- 2014 - 2016 Chef Staf 1e Duits-Nederlandse Legerkorps

Op 12 mei 2016 is brigadegeneraal Van Wiggen met functioneel leeftijdsontslag de dienst uit gegaan.
In 2017, kort na zijn pensionering werd Van Wiggen door de commandant landstrijdkrachten Leo Beulen gevraagd als adviseur. Het ontbreekt de huidige generatie militairen aan kennis en ervaring in het optreden tegen grote legers. Samen met kolonel b.d. Willem van den Bos traint hij het hogere echelon officieren tijdens oefeningen in grootschalig optreden.

### Bevorderingen
- 2000 - Kolonel
- 2008 - Brigadegeneraal

## Ander werk
Van Wiggen was medeauteur van het boek Tactiek om te begrijpen uit 2009, ISBN 978-90-811599-2-0. Tevens is uitgegeven Tactics made easy,ISBN 978-90-811599-3-7. Medeauteurs zijn Th. Pollaert en E. Jellema. Ook is Van Wiggen lid van de redactie van het vakblad Infanterie van de Vereniging Infanterie Officieren.